# ساروتاهیکو اوکامی
ساروتاهیکو اوکامی (به ژاپنی: 猿田毘古大神, 猿田彦大神Sarutahiko Ōkami)، رهبر کامی‌های زمینی، خدای دین ملی ژاپنی شینتو است. نوریتو همچنین از وی با عنوان دایمیوجین (大明神 خدای بزرگ روشنایی، یا خدای بسیار با فضیلت) نام می‌برد.